# Nonpoint
I Nonpoint sono un gruppo alternative metal statunitense, formatosi a Fort Lauderdale, Florida nel 1997.

## Storia

### Primi anni (1997-2000)
I Nonpoint vennero fondati nel gennaio 1997 da Robb Rivera ed Elias Soriano. Il gruppo autoprodusse l'EP Separate Yourself a fine 1998. Il primo album del gruppo, Struggle, venne pubblicato il 18 maggio 1999 con l'etichetta Jugular Records.

### Statement(2000-2002)
Il gruppo pubblicò Statement, il primo album con una major discografica, il 10 ottobre 2000 con la MCA Records. per promuovere l'album, il gruppo intraprese vari tour con Hed P.E., Mudvayne, Fuel, Taproot, Drowning Pool.
Dopo un anno dalla pubblicazione, l'album entrò nella Billboard 200 alla posizione numero 166. Il primo singolo estratto dall'album, What a Day, raggiunse la posizione numero 24 della Mainstream Rock chart.

### Development(2002-2003)
Il secondo album del gruppo, Development, venne pubblicato il 25 giugno 2002. L'album entrò nella Billboard 200 alla posizione numero 52 e Your Signs, primo singolo estratto dall'album, raggiunse la posizione numero 36 nella Mainstream Rock chart. Il secondo singolo estratto dall'album Circles venne incluso nella colonna sonora del videogioco NASCAR Thunder 2003 e nella serie TV Hot Wheels Acceleracers.

### Recoil(2003-2004)
Due anni dopo la pubblicazione di Devlopement, il gruppo pubblicò Recoil il 3 agosto 2004, dopo la firma di un contratto con la Lava Records. L'album raggiunse la posizione numero 115 nella BIllboard 200. Dall'album sono stati estratti due singoli: The Truth, che raggiunse la posizione numero 22 nella Mainstream Rock chart, e Rabia.

### To the Pain,Live and Kicking(2005-2006)
Dopo lo scioglimento del contratto con la Lava Records, il gruppo firmò un contratto con la Bieler Bros. Records, conosciuta dal gruppo perché il comproprietario dell'etichetta, Jason Bieler, aveva prodotto i precedenti tre album del gruppo. Il gruppo pubblicò To the Pain l'8 novembre 2005. L'album entrò alla posizione numero 147 della Billboard 200, avendo venduto quasi 9 000 copie durante la prima settimana di pubblicazione. Il singolo Bullet With a Name raggiunse la posizione numero 22 della Mainstream Rock chart e venne inclusa nel gioco WWE SmackDown vs. Raw 2007 e nel film del 2007 The Condemned. Il secondo singolo estratto dall'album, Alive and Kicking, raggiunse la posizione numero 25 della Mainstream Rock chart e venne incluso anch'esso nella colonna sonora del videogioco WWE SmackDown vs. Raw 2007, In the Air Tonight, che era stato incluso nell'album Recoil, divenne il brano principale del film Miami Vice.
Il 7 novembre 2006, venne pubblicato un CD/DVD intitolato Live and Kicking, registrato durante un concerto tenutosi a Fort Lauderdale, Florida il 26 aprile 2006. L'album vendette 3 475 copie durante la prima settimana di pubblicazione.

### Vengeance,Cut the Cord(2007-2009)
Il 6 novembre 2007, il gruppo pubblicò Vengeance, quinto album in studio del gruppo che vendette 8400 copie nella prima settimana di pubblicazione. e raggiunse la posizione numero 129 della Billboard 200. Il primo singolo estratto, March of War, venne pubblicato sulla pagine Myspace del gruppo insieme all'anteprima del brano Wake Up World. Un remix del brano Everybody Down venne incluso nel videogioco WWE Smackdown vs. Raw 2008.
il 3 settembre 2008, il gruppo annunciò che il chitarrista Andrew Goldman aveva lasciato il gruppo.
Il 20 gennaio 2009, il gruppo si separò dalla Bieler Bros. Records e firmarono un contratto con la Split Media LLC.
La cover del brano 5 Minutes Alone dei Pantera venne pubblicata sul profilo Myspace del gruppo e venne poi inclusa nell'album tributo a Dimebag Darrell, pubblicato il 16 dicembre 2009 e prodotto dalla rivista Metal Hammer.

### Miracle(2010)
Il 4 maggio 2010, il gruppo pubblicò Miracle, che debuttò alla posizione numero 6 della Billboard Hard Rock Albums chart, alla posizione numero 11 della Alternative Albums chart, alla posizione numero 59 della Billboard 200 e alla posizione numero 12 della Independent Albums chart.

### IconeNonpoint(2011-presente)
Nel febbraio 2011, il gruppo rese disponibile per il download gratuito di Billie Jean, cover del brano di Michael Jackson.
Il gruppo pubblicò il 5 aprile 2011 Icon. Greatest Hits!, una raccolta di brani provenienti dagli album precedenti del gruppo. brani inediti e versioni acustiche di brani pubblicato come singoli.
Il gruppo pubblicò Nonpoint il 9 ottobre 2012, con la Razor & Tie, dopo essere stato posticipato dalla data prevista in precedenza, il 18 settembre.
Il 21 luglio 2014, il chitarrista Dave Lizzo lascia il gruppo; al suo posto viene ingaggiato BC Kochmit.

## Formazione
- Elias Soriano – voce (1997–presente)
- Rasheed Thomas – chitarra, cori (2011–presente)
- BC Kochmit – chitarra (2014-presente)
- Adam Woloszyn – basso (2011–presente)
- Robb Rivera – batteria (1997–presente)

Membri passati
- Andrew Goldman – chitarra, cori (1997–2008)
- Ken MacMillan – basso, cori (1997–2011)
- Dave Lizzio – chitarra (2011–2014)

## Discografia

### Album in studio
- 1999 – Struggle
- 2000 – Statement
- 2002 – Development
- 2004 – Recoil
- 2005 – To the Pain
- 2007 – Vengeance
- 2010 – Miracle
- 2012 – Nonpoint
- 2014 – The Return
- 2016 – The Poison Red
- 2018 – X

### Album dal vivo
- 2006 – Live and Kicking

### Raccolte
- 2011 – Icon. Greatest Hits!

### EP
- 2002 – Overture
- 2021 – Ruthless